# Введенский, Александр Петрович (протоиерей)
Алекса́ндр Петрович Введе́нский (8 октября 1884, село Тулиголово Глуховского уезда Черниговская губерния — 4 апреля 1973, Свердловск, СССР) — священнослужитель Русской православной церкви, митрофорный протоиерей, проповедник, духовный писатель.

## Биография
Родился в семье священника. В 1905 году окончил Черниговскую духовную семинарию, а в 1909 году Московскую духовную академию со степенью кандидата богословия. В том же году был рукоположен в сан иерея. Служил законоучителем во Второй мужской гимназии, а с 1915 года в реальном училище города Одессы.
После революции — священник Вознесенской (Мещанской) церкви (1919—1925), затем ботанической церкви (до 1929 года) и Алексеевской церкви. Сторонник митрополита Иосифа.
В 1933 году арестован и отправлен на три года на Беломорканал. С 1936 по 1959 году был на гражданской работе: бухгалтер, ревизором на ликеро-водочном заводе, учитель русского языка. В 1937 году был расстрелян его брат Павел Петрович, выпускник Института восточных языков.
В 1951 году вернулся к священническому служению, уже в сане протоиерея: был настоятелем церквей в г. Троицке (Челябинская область) до 1953 года и г. Кушве (Свердловская область). В 1957—1959 гг. был благочинным. С 1960 по 1962 гг. служил в Казанском соборе Нижнего Тагила.
Уволен за штат. Похоронен на Широкореченском кладбище Свердловска.

## Труды
- Библия и наука. — Одесса: Типография «Одесских новостей», 1908.
- Духовник Гоголя. — Одесса: Типографія «Порядокъ» С. К. Цессарскаго.
- Немощи пастыря. — С-Петербургъ: Типография «Колоколъ».
- Что предпочесть? К вопросу о сожжении трупов. — С-Петербургъ: Печ. граф. Института Лукашевицъ, 1911.
- Бесы и бесноватые. — С-Петербургъ: Типография «Колоколъ», 1912.
- Существует ли адъ. — С-Петербургъ: Типография «Колоколъ».
- Учение сектантов о церкви. — С-Петербургъ: Типография «Колоколъ» (переиздание, — Екатеринбург, 2011).
- Христианский пост. — Симбирскъ: Типо-литография Токарева, 1914.
- Сомнения в божестве Иисуса Христа. — Издательство ОМТА
- Причины религиозных сомнений. — Издательство ОМТА
- Оскудение веры. Прав ли Бабель в своих суждениях о христианстве? — Екатеринбург, 2011.
- Закон Божий. Для народных школ и приготовительных классов средних учебных заведений. — Пермь: ОАО «Издательско-полиграфический комплекс Звезда», 2008 (переиздание 1916 г. в новой орфографии).